# Nora Samsó
Nora Samsó (Barcelona,  España, 21 de octubre de 1906 - ¿?) cuyo nombre completo era Magdalena Nora Samsó Font fue una actriz de cine y teatro que trabajó en su país y también en Argentina. Estuvo casada con el también actor Ernesto Vilches.

## Actividad profesional
Entre otros trabajos profesionales se recuerda su participación en la obra El eterno Don Juan de Leo Dietrichstein en la versión de Federico Reparaz Chamorro estrenada el 8 de abril de 1950 en el Teatro Beatriz, de Madrid, con la producción de Enrique Vilches.

## Filmografía
Participó  en los siguientes filmes:
Actriz
- Corazón contento o Somos novios (1969)
- Las mujeres las prefieren tontos (1964)
- La rana verde (1960)..Isabel
- Días de feria (1960)
- Crimen para recién casados (1960)… Dueña del Hotel Halcón
- Un hecho violento (1959) …Sra. Hobson
- Pasos de angustia (1959)
- Marineros, ¡no miréis a las chicas! (1959) …Directora del atelier
- ¿Dónde vas, Alfonso XII? (1959)
- Canto para ti (1959) …Doña Generosa
- Pasos de angustia (1959)
- Habanera (1958) …Actriz
- La violetera (1958) …Mujer en el palco
- Hospital general (1958)
- Las chicas de la Cruz Roja (1958)
- El hereje (1958)
- El inquilino (1958)… Aspirante a cuarto de doña Obdulia
- Yo maté (1957) …Madre de Jorge
- La puerta abierta (1957)
- Los ladrones somos gente honrada (1956) …Doña Andrea
- Todos somos necesarios (1956)
- Sucedió en mi aldea (1956) …Madre de Ratón
- El misterioso tío Sylas (1947)
- La casa está vacía (1945) …Violeta